# Michael Wiley
Michael Anthony Wiley (Long Beach, California, 16 de octubre de 1957) es un exjugador de baloncesto estadounidense que disputó dos temporadas en la NBA, y dos más en la liga francesa. Con 1,98 metros de estatura, jugaba en la posición de alero. Es hermano del también exjugador profesional Morlon Wiley.

## Trayectoria deportiva

### Universidad
Jugó durante 4 temporadas con los 49ers de la Universidad Estatal de California, Long Beach, en las que promedió 16,4 puntos y 6,6 rebotes por partido. Batió el récord de anotación de su universidad, con 1.962 puntos (batido años después por Lucious Harris), y fue elegido en el mejor quinteto de la Pacific Coast Athletic Association en su última temporada, tras haber sido incluido en el segundo en las tres anteriores.

#### Estadísticas
| Temporada | Equipo         | Conferencia | Partidos | MIN  | TC  | TCA  | %TC  | 3P | 3PA | %3P | TL  | TLA | %TL  | REB | ASIS | ROB | TAP | PER | FP | PTS  |
| 1976-77   | Long Beach St. | PCAA        | 29       | 22.5 | 4.6 | 8.8  | .528 |    |     |     | 1.8 | 2.7 | .671 | 4.8 |      |     |     |     |    | 11.1 |
| 1977-78   | Long Beach St. | PCAA        | 29       | 33.2 | 6.6 | 11.2 | .586 |    |     |     | 3.0 | 4.0 | .748 | 7.6 |      |     |     |     |    | 16.1 |
| 1978-79   | Long Beach St. | PCAA        | 28       | 33.1 | 7.0 | 12.2 | .570 |    |     |     | 3.1 | 4.5 | .693 | 7.4 |      |     |     |     |    | 17.1 |
| 1979-80   | Long Beach St. | PCAA        | 34       | 31.1 | 8.7 | 14.9 | .582 |    |     |     | 3.1 | 4.4 | .723 | 6.4 |      |     |     |     |    | 20.5 |
| Total     | Long Beach St. |             | 120      | 30.0 | 6.8 | 11.9 | .570 |    |     |     | 2.8 | 3.9 | .712 | 6.6 |      |     |     |     |    | 16.4 |

### Profesional
Fue elegido en la trigésimo novena posición del Draft de la NBA de 1980 por San Antonio Spurs, equipo por el que firmó contrato semanas después. Allí jugó una temporada, en la que contó muy poco para su entrenador, Stan Albeck, disputando sólo 33 partidos, en los que promedió 5,7 puntos y 1,9 rebotes.
Tras ser despedido, y ya con la temporada 1981-82 comenzada, fichó por los San Diego Clippers, en el que tuvo más opciones de juego, promediando 8,3 puntos y 3,0 rebotes por partido.
Al quedarse sin equipo en la NBA, el resto de su carrera transcurrió durante 8 temporadas en diferentes ligas europeas.

## Estadísticas de su carrera en la NBA

### Temporada regular
| Temporada | Edad | Equipo             | Liga | P  | TIT | MIN  | TC  | TCA | %TC  | 3P  | 3PA | %3P  | TL  | TLA | %TL  | R.OF. | R.DEF. | REB | ASIS | ROB | TAP | PER | FP  | PTS |
| 1980-81   | 23   | San Antonio Spurs  | NBA  | 33 |     | 8.2  | 2.3 | 4.2 | .551 | 0.0 | 0.1 | .000 | 1.1 | 1.5 | .750 | 0.7   | 1.3    | 1.9 | 0.3  | 0.2 | 0.2 | 0.8 | 1.2 | 5.7 |
| 1981-82   | 24   | San Diego Clippers | NBA  | 61 | 1   | 16.6 | 3.3 | 5.9 | .565 | 0.0 | 0.1 | .000 | 1.6 | 2.3 | .695 | 1.1   | 1.9    | 3.0 | 0.9  | 0.7 | 0.3 | 1.2 | 2.1 | 8.3 |
| Total     |      |                    | NBA  | 94 | 1   | 13.7 | 3.0 | 5.3 | .561 | 0.0 | 0.1 | .000 | 1.4 | 2.0 | .709 | 0.9   | 1.7    | 2.6 | 0.7  | 0.5 | 0.2 | 1.1 | 1.8 | 7.4 |

### Playoffs
| Temporada | Edad | Equipo            | Liga | P | MIN | TCA | TC | 3PA | 3P | TLA | TL | R.OF. | REB | ASIS | ROB | TAP | PER | FP | PTS | %TC  | %3P | %FT   | MIN | PTS | REB | AST |
| 1980-81   | 23   | San Antonio Spurs | NBA  | 3 | 5   | 0   | 1  | 0   | 0  | 2   | 2  | 0     | 0   | 0    | 0   | 0   | 0   | 2  | 2   | .000 |     | 1.000 | 1.7 | 0.7 | 0.0 | 0.0 |
| Total     |      |                   | NBA  | 3 | 5   | 0   | 1  | 0   | 0  | 2   | 2  | 0     | 0   | 0    | 0   | 0   | 0   | 2  | 2   | .000 |     | 1.000 | 1.7 | 0.7 | 0.0 | 0.0 |